# Euchloe falloui
Euchloe falloui är en fjärilsart som först beskrevs av Allard 1867.  Euchloe falloui ingår i släktet Euchloe och familjen vitfjärilar.
Artens utbredningsområde är Algeriet. Inga underarter finns listade i Catalogue of Life.

## Bildgalleri

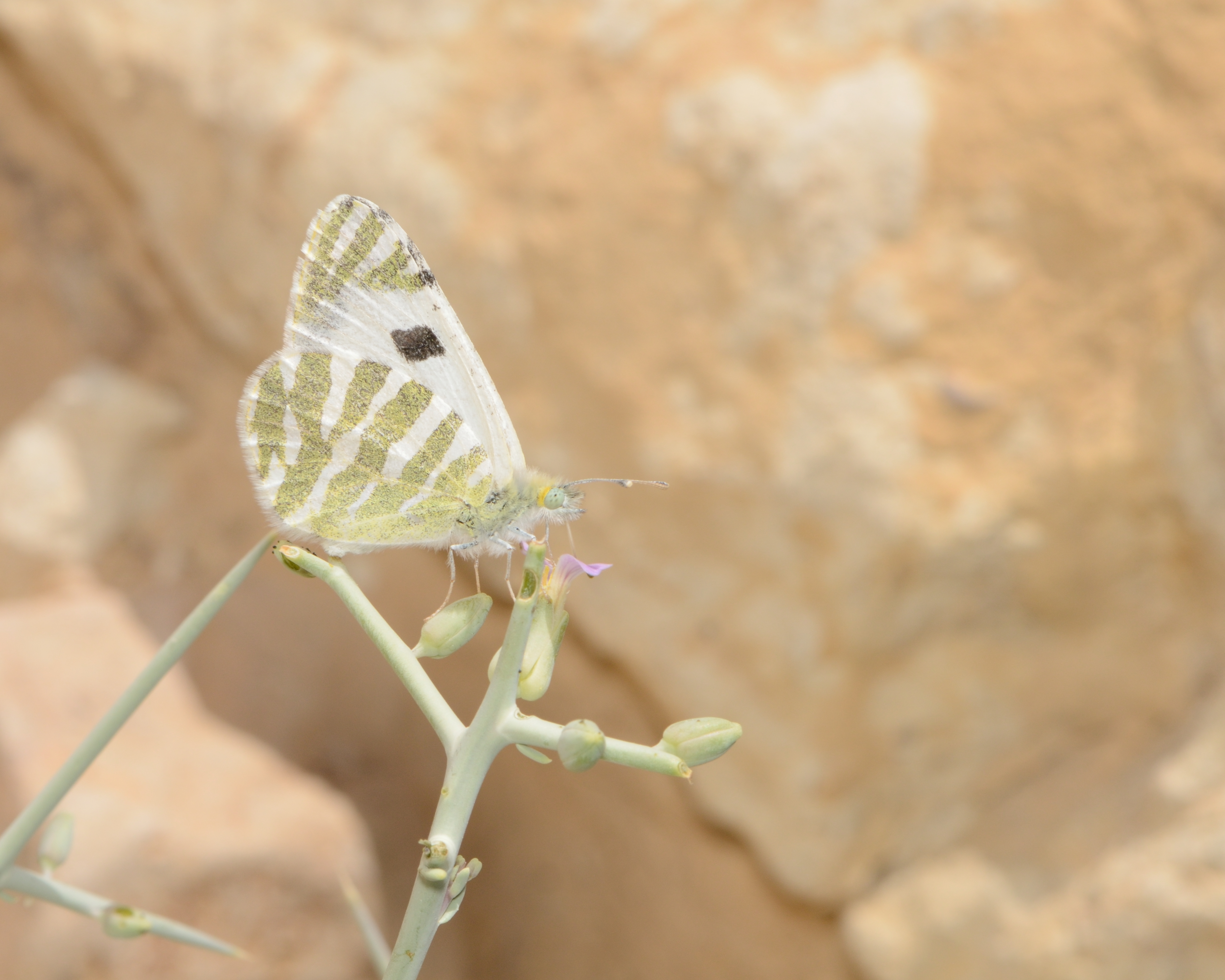